# 미와 아스미
미와 아스미(1982년 3월 12일)는 일본의 영화배우로 주온 비디오판의 네 번째 에피소드에서 턱 없는 칸나로 알려져 있다. 요코하마시에서 출생했다

## 영화
- 도모마타의 죽음(2008년) - 토모코 역
- 컬러스(2006년)
- 애플시드(2004년)
- 안녕, 쿠로(2003년) - 요코가와 마치코 역
- 핑 퐁(2002년)
- 17세(2001년)
- 죽은이의 상사병(2001년)
- 러브 송(2001년) - 카즈미 역
- 글로잉, 그로잉(2001년)
- 생령(2001년) - 아사지 역
- 주온 - 비디오판(2000년)
- 러브 & 팝(1998년) - 요시 히로미 역